# Будинок розваг (фільм)
«Будинок Розваг» (англ. The Funhouse) — американський слешер 1981 року, знятий Тоубом Хупером, за сценарієм Ларрі Блока.

## Синопсис
Четверо підлітків відвідують місцевий карнавал, щоб провести ніч безневинних розваг, але незабаром виявляють, що там немає нічого безневинного чи веселого.

## У ролях
| Актор            | Роль            |
| ---------------- | --------------- |
| Елізабет Беррідж | Емі Гарпер      |
| Купер Хакабі     | Базз            |
| Ларго Вудруфф    | Ліз Дункан      |
| Майлз Чапін      | Річі            |
| Кевін Конвей     | Конрад Страйкер |
| Вейн Доба        | Ґюнтер Твібунт  |
| Сильвія Майлз    | мадам Зена      |
| Шон Карсон       | Джої Гарпер     |

## Виробництво
Сценарій Ларрі Блока був придбаний компанією Universal Pictures, яка прагнула створити фільм жахів для підлітків після успіху «П'ятниці, 13-го» (1980) студії Paramount.

### Зйомки
Незважаючи на те, що дія фільму відбувається на Середньому Заході Америки в штаті Айова, зйомки проходили на територіях Norin Studios у Маямі. Атракціони, показані у фільмі, які датуються 1940-ми та 1950-ми роками, були придбані з неіснуючого карнавалу в Акроні, штат Огайо.

## Випуск
Прем'єра відбулася в США 13 березня 1981 року у 814 кінотеатрах.
У прокаті Сполучених Штатів фільм заробив 2 765 456 доларів за перші вихідні, і 7 886 857 доларів загалом.

## Зовнішні посилання
- Будинок розваг на сайті IMDb (англ.)
- The Funhouse на сайті Rotten Tomatoes (англ.)